# Ioana Cantacuzino
Ioana Cantacuzino (n. 2 septembrie 1895, Cotu Lung, România – d. 15 decembrie 1951, Călimănești, Vâlcea, România) a fost o aviatoare română, prima femeie din România care a obținut brevetul de pilot și prima româncă director de școală de aviație.

## Biografie
Ioana Cantacuzino, descendentă din familia Cantacuzino, a fost fiica inginerului Ion G. Cantacuzino și a  Mariei Ion Fălcoianu. Tatăl, specializat în construcții de căi ferate, a participat la realizarea tronsonului Râmnicu Vâlcea - Râul Vadului, pe Valea Oltului (1897 -1902). Și-a adus și familia cu el, stabilindu-se la Călimănești, localitate în care micuța Ioana și-a petrecut copilăria și a urmat cursurile primare, studiile liceale urmându-le în Franța. A construit o vilă, cunoscută sub numele de "Castel Cantacuzino", care ulterior se va numi "Vila 23 august". A fost construit în anul 1897 și are aspectul unui castel medieval, cu ziduri groase, cu turnuri și pridvoare sculptate în lemn.     
În acest loc, peste ani, scriitorul Constantin Mateescu, originar din județul Vâlcea, și-a petrecut multe vacanțe, evocând în volumul său "Râmnicul de odinioară" figura Ioanei Cantacuzino.   
Ea a devenit cea de-a doua aviatoare română (după Elena Caragiani-Stoienescu) și prima femeie din România care a primit brevetul de pilot, nr. 1 din 1930, după ce, în 1928, a susținut examen alături de nouă băieți, printre care și fratele ei Mircea Cantacuzino. Familia le cumpără celor doi frați câte un avion „Klemm20”, cu care vor face raiduri, acrobații și zboruri periculoase. În același an (1928), se prăbușește cu avionul, scăpând ca prin miracol. Ioana l-a avut instructor pe locotenentul Octav Oculeanu și, la scurt timp de la obținerea brevetului de pilot, a executat primul raid internațional. Evenimentul a fost consemnat în presa vremii.   
Ioana Cantacuzino a fost căsătorită cu ing. Aurel Persu, inventatorul automobilului aerodinamic (cu Brevetul nr. 402683 din 19 sept. 1924).  
Pentru meritele sale deosebite în domeniul aeronautic a fost decorată de către M.S. Regele Carol al II-lea cu "VIRTUTEA AERONAUTICĂ" și "MEDALIA AERONAUTICĂ".
A fost pasionată de istorie, mărturie fiind documentele din "Fondul Ioanei Cantacuzino", aflat la Serviciul Județean al Arhivelor Naționale, Filiala Vâlcea.   

## Legături externe
- Ioana Cantacuzino - O dramă în cuprinsul Vâlcii Arhivat în 26 martie 2018, la Wayback Machine.
- https://adevarul.ro/stiri-locale/ramnicu-valcea/destinul-trist-al-printesei-ioana-cantacuzino-ce-1977685.html